# Happy Pills
Happy Pills è un singolo della cantante statunitense Norah Jones, pubblicato nel 2012 ed estratto dall'album Little Broken Hearts. Il brano è stato coscritto e prodotto da Danger Mouse.

## Tracce
- Download digitale

1. Happy Pills – 3:36